# Toshimichi Ishihara
Toshimichi Ishihara (jap. 石原 利道, Ishihara Toshimichi; * um 1935) ist ein japanischer Badmintonspieler. 

## Karriere
Toshimichi Ishihara wurde 1956 erstmals nationaler Meister in Japan, wobei er die Mixedkonkurrenz gemeinsam mit Hisako Toda gewinnen konnte. Ein weiter Titelgewinn im gemeinsamen gemischten Doppel folgte 1957. Auch bei der Erwachsenenmeisterschaft des Folgejahres siegten sie zusammen.

## Sportliche Erfolge
| Saison | Veranstaltung                | Disziplin | Platz | Name                              |
| ------ | ---------------------------- | --------- | ----- | --------------------------------- |
| 1956   | Japan: Einzelmeisterschaften | Mixed     | 1     | Toshimichi Ishihara / Hisako Toda |
| 1957   | Japan: Einzelmeisterschaften | Mixed     | 1     | Toshimichi Ishihara / Hisako Toda |

## Referenzen
- Japanische Badmintonmeisterschaften 1947–2004 (Memento vom 28. August 2007 im Internet Archive)
- Annual Handbook of the International Badminton Federation, London, 29. Auflage 1971, S. 222–223

| Personendaten    | Personendaten                |
| ---------------- | ---------------------------- |
| NAME             | Ishihara, Toshimichi         |
| ALTERNATIVNAMEN  | 石原利道 (japanisch)         |
| KURZBESCHREIBUNG | japanischer Badmintonspieler |
| GEBURTSDATUM     | um 1935                      |